# 캄시베크 쿤카바예프
캄시베크 비센바예비치 쿤카바예프(카자흐어: Қамшыбек Бейсенбайұлы Қоңқабаев 캄스베크 베이센바이눌르 콩카바예프, 러시아어: Камшыбек Бисенбаевич Кункабаев, 1991년 11월 18일~)는 카자흐스탄의 권투 선수이다. 2020년 하계 올림픽 남자 슈퍼헤비급에서 은메달을 획득했으며 세계 선수권 대회에서 은메달 2개를 획득했다.